# Od102
Od102 – parowóz osobowy wirtemberskiej serii AD. W latach 1899–1909 w zakładach Esslingen wyprodukowano 98 tych parowozów. Parowozy były eksploatowane do 1932 roku. Parowozy z ostatniej serii produkcyjnej miały zamontowane kotły na parę przegrzaną.